# سایریل سیدلو
سایریل سیدلو (انگلیسی: Cyril Sidlow; ۲۶ نوامبر ۱۹۱۵ – ۱۲ آوریل ۲۰۰۵) بازیکن فوتبال اهل ولز بود که در پست دروازه‌بان قرار داشت.
از باشگاه‌هایی که در آن بازی کرده‌است می‌توان به باشگاه فوتبال ولورهمپتون واندررز و باشگاه فوتبال لیورپول اشاره کرد.